# Les Angles-sur-Corrèze
Les Angles-sur-Corrèze är en kommun i departementet Corrèze i regionen Nouvelle-Aquitaine i de centrala delarna av Frankrike. Kommunen ligger  i kantonen Tulle-Campagne-Sud som tillhör arrondissementet Tulle. År 2022 hade Les Angles-sur-Corrèze 126 invånare.

## Befolkningsutveckling
Antalet invånare i kommunen Les Angles-sur-Corrèze
Referens:INSEE